# Schuppenhaarige Kegelbiene
Die Schuppenhaarige Kegelbiene (Coelioxys afra), Syn.: Coelioxys coronata, auch Schuppenbinden-Kegelbiene oder Afrikanische Kegelbiene genannt, ist eine Art der Kegelbienen und ist sowohl paläarktisch, als auch im südlichen Afrika verbreitet.

## Merkmale
Die Körperlänge beträgt 7–9 mm, manchmal auch bis zu 10 mm. Die Art ist überwiegend schwarz gefärbt, mit weißen Binden. Dies sind keine Haarbinden, sondern Schuppenendbinden. Der Hinterleib der Weibchen ist zugespitzt. Die Mandibeln der Weibchen sind rot gefärbt. Die Seiten und Unterseite des Thorax, Rückseite des Kopfes und Außenseiten der Beine sind dicht besetzt mit weißen, schuppenartigen Haaren. Weibchen haben  dunklere Beine als viele andere Kegelbienenarten, während Männchen sehr dunkle Antennen aufweisen. Ein gattungsinterner Bestimmungsschlüssel zu den Weibchen ist in den Einzelnachweisen verlinkt.

## Verbreitung und Lebensraum
Die Art lebt in Süd- und Mitteleuropa, einschließlich der Britischen Inseln, nach Norden hin bis etwa 60° nördlicher Breite, bevorzugt aber südlichere Gebiete. Außerhalb Europas kommt sie in Nordafrika und Zentralasien vor, es gibt auch Nachweise aus Ostasien. In Deutschland und Österreich ist sie weit verbreitet, aber selten. Ebenfalls ist die Art beschrieben aus dem südlichen Afrika, beispielsweise Südafrika, Namibia, Simbabwe und Mosambik.
Der Lebensraum ist abhängig vom Lebensraum ihrer Wirtsarten. Besiedelt werden trockenwarme Hänge, Magerrasen, Weinberge, Trockenmauern und Lehm- und Kiesgruben. Es handelt sich dabei häufig um offene, sandige Habitate.

## Lebensweise
Die Art ist eine Kuckucksbiene und legt ihre Eier in die Nester anderer Bienenarten. Zu ihren Wirtsarten gehören Megachile leachella (syn. Megachile dorsalis), Megachile pilidens und vermutlich auch Megachile apicalis, die alle zur Gattung der Mörtel- und Blattschneiderbienen gehören. Die geschlüpfte Larve frisst nach dem Schlupf die Larve ihrer Wirtsart und wird anschließend von den adulten Exemplaren der Wirtsart ernährt. Adulte Exemplare fliegen von Juni bis September, primär von Ende Juni bis August. Die Larven überwintern als voll entwickelte Ruhelarven im Kokon und verpuppen sich erst im folgenden Frühjahr. Im Süden ihres Verbreitungsgebietes, beispielsweise in Griechenland, kommt es zu zwei Generationen im Jahr.
Ihre Nahrung ist Nektar, als polylektische Art ist sie unspezialisiert und fliegt bei der Nahrungssuche viele verschiedene Pflanzen an, beispielsweise Gewöhnlichen Hornklee, Weißen Steinklee, Gewöhnlichen Natternkopf, Majoran, Sand-Thymian, Gamander, Skabiosen-Flockenblume und Weidenblättrigen Alant. In Südafrika sind als Futterpflanzen Boerhavia deserticola und Petalidium variabile bekannt. Beim Schlafen beißen sich die Tiere an Pflanzenstängeln fest.

## Gefährdung
Die IUCN listet die Art als nicht gefährdet (least concern) mit einer stabilen Population. In Deutschland steht sie in der Kategorie 3 der Roten Liste und gilt damit als gefährdet. Sie ist hier eine geschützte Art.

## Unterarten
Die Unterart Coelioxys afra melanafra wurde von Cockerell 1935 aus Südafrika beschrieben.